# Matemática sem Fronteiras
Matemática sem Fronteiras (em francês: Mathématiques sans Frontières) é uma competição matemática criada pela Academia de Estrasburgo em 1989 que visa o desenvolvimento de habilidades matemáticas, mesmo para aqueles que não tem excelência na área. É realizada em mais de 40 países, incluindo: França, Suíça, Espanha, Alemanha e E.U.A. Segundo dados da academia organizadora participaram 181.233 alunos na edição de 2009/2010.

## Realização no Brasil
No Brasil a competição está sendo organizada desde 2010 pela Rede POC que também organiza o evento em toda América Latina.